# Une cause sensationnelle
Une cause sensationnelle (titre original : Sensationsprozess Casilla) est un film de procès réalisé par Eduard von Borsody et sorti en 1939.
C'est un film de propagande anti-américaine.

## Synopsis
Un cinéaste allemand est accusé du meurtre d'un enfant acteur aux États-Unis, et en tant qu'étranger il a des difficultés à avoir un procès équitable.

## Fiche technique
- Titre original : Sensationsprozess Casilla
- Réalisation : Eduard von Borsody
- Scénario : Eduard von Borsody, Ernst von Salomon et Robert Büschgens, d'après un roman de Hans Mahner-Mons
- Production :  Universum Film (UFA)
- Musique : Werner Bochmann
- Image : Werner Bohne
- Lieu de tournage : Berlin
- Montage : Hilde Grebner
- Durée : 109 minutes
- Dates de sortie : 
  - Troisième Reich : 22 septembre 1939 : Berlin
  - Danemark : 6 février 1940
  - France : 18 décembre 1940
  - République démocratique allemande : 4 novembre 1963 (télévision)

## Distribution
- Heinrich George : M.Vandegrift, Rechtsanwalt
- Jutta Freybe : Jessie, seine Tochter
- Albert Hehn : Peter Roland
- Dagny Servaes : Sylvia Casilla
- Siegfried Schürenberg : James
- Richard Häussler : Adams
- Alice Treff : Almar Galliver
- Lissy Arna : Ines Brown
- Bayume Mohamed Husen : garçon à l'arrivée du navire